# Johann Baptist Benz

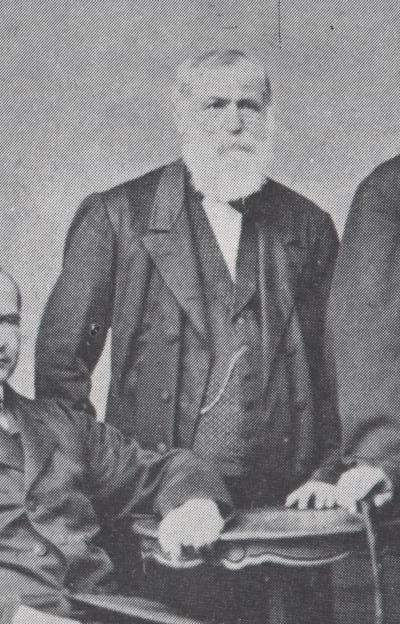
Johann Baptist Benz, Ausschnitt aus einem Gruppenphoto vom Lehrerkollegium des kath. Schullehrerseminars Speyer, 1872

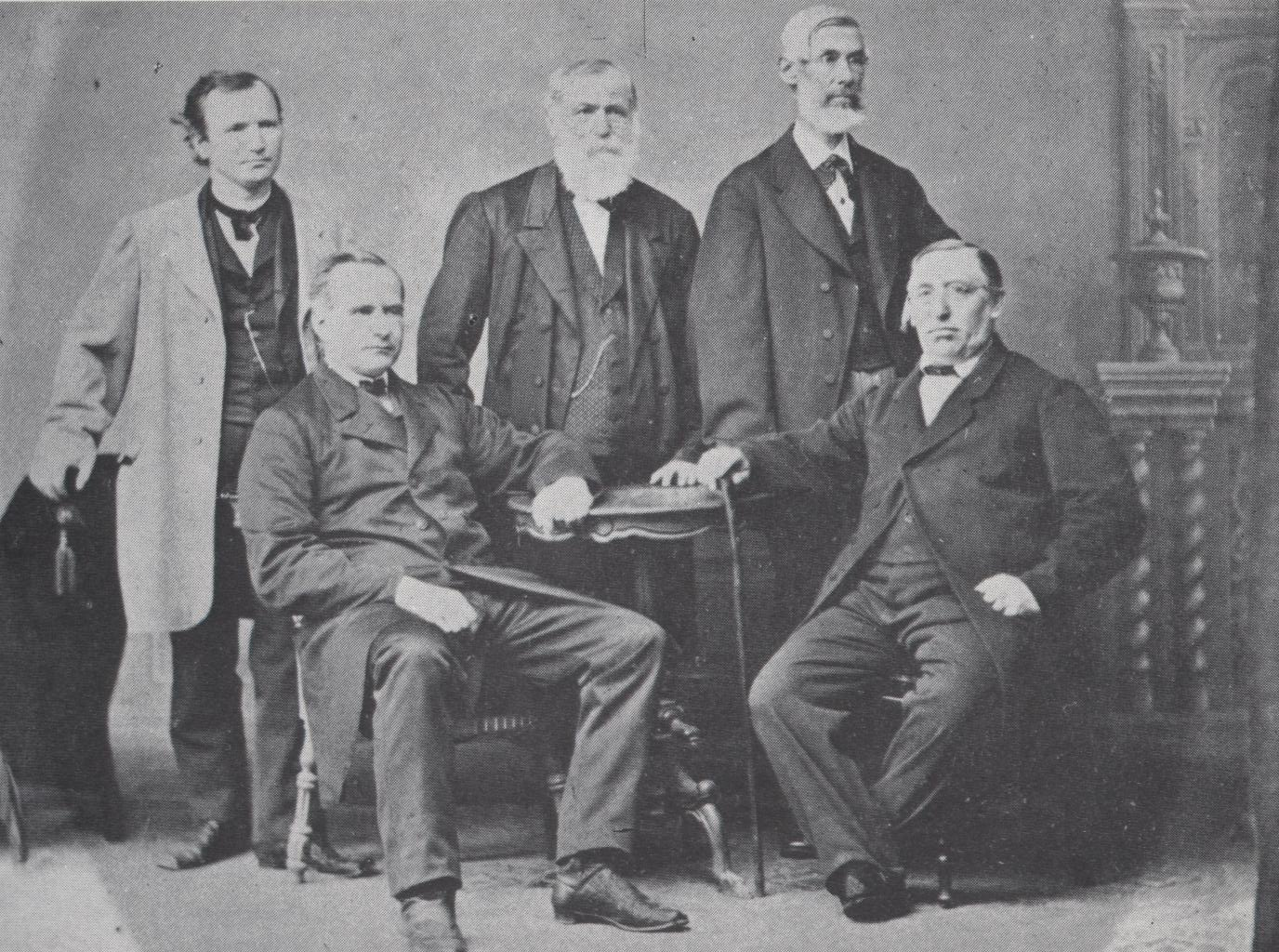
Gruppenphoto vom Lehrerkollegium des kath. Schullehrerseminars, Speyer, 1872, Johann Baptist Benz hinten mittig, mit mächtigem Vollbart.

Johann Baptist Anton Benz (* 17. Juni 1807 in Lauchheim, Württemberg; † 25. Juli 1880 in Speyer) war ein deutscher Komponist und Domkapellmeister in Speyer.

## Leben

### Herkunft und Werdegang
Als Sohn eines Zieglers 1807 im württembergischen Kurstädtchen Lauchheim geboren, entfaltete er schon früh seine reiche Begabung. Nach dem Abitur studierte Benz an der schwäbischen Landesuniversität Tübingen Philosophie und Theologie. Trotz Empfang der niederen Weihen konnte er sich letztlich nicht zum Priesterberuf entschließen. Seine Künstlernatur drängte ihn zur Kirchenmusik. Ihr zuliebe reiste Benz 1836 für zwei Jahre noch Rom, um dort seine Ausbildung zu vollenden. Giuseppe Baini, der Direktor der päpstlichen Kapelle, nahm sich des tüchtigen jungen Mannes an und förderte ihn. Ihm verdankte er seine Vertrautheit mit der Liturgie und dem gregorianischen Kirchengesang, die seinen Tondichtungen zugutekam. Der spätere Kardinal Wiseman, den Johann Baptist Benz in Rom kennenlernte, vermittelte ihm 1838 eine Berufung in dessen Heimat, England. Hier erlangte er von 1841 bis 1843 als Chordirigent und Domorganist in Birmingham erste Berühmtheit. Danach arbeitete er in München und Wien.

### Domorganist in Speyer

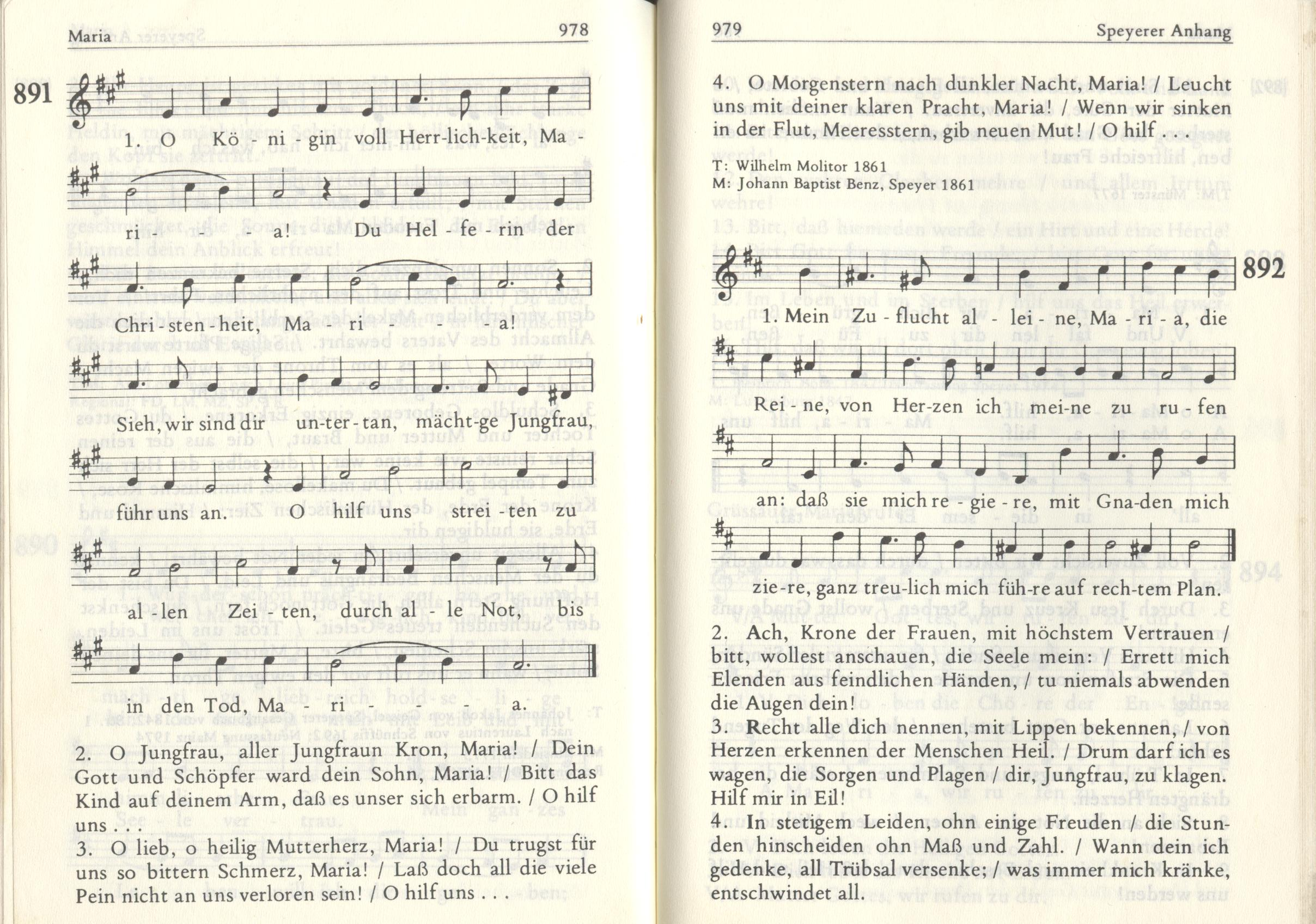
Lied Nr. 891, aus dem „Gotteslob“ Gesangbuch, Diözese Speyer; die wohl berühmteste Melodie, welche Johann Baptist Benz schuf.

So war Benz aufs beste empfohlen, als er sich 1846 um eine Lebensstellung als Domorganist in Speyer bewarb. Mehr als 30 Jahre spielte er hier die Domorgel, leitete den Domchor und gab Musikunterricht in der katholischen Lehrerbildungsanstalt. An jedem Sonn- und Feiertag gestalteten die Zöglinge des Lehrerseminars, zusammen mit dem Domchor, vormittags eine mehrstimmige Messe und nachmittags eine feierliche Vesper. Benz war dabei stets der Organist, Seminarinspektor Konrad Reither (später Bischof von Speyer) der Dirigent. 1869 avancierte Johann Baptist Benz zum Doktor der Philosophie und zum Magister der freien Künste an der Universität Tübingen.
Er beeinflusste im Südwestdeutschen Raum die Kirchenmusik seiner Zeit maßgeblich. Das 1861 von ihm vertonte Mariengedicht O Königin voll Herrlichkeit des geistlichen Dichters Wilhelm Molitor ist in der Diözese Speyer quasi zum Volkslied geworden. Es fand Aufnahme in alle Diözesangesangbücher und ist auch in der Speyerer Ausgabe des neuen deutschen Einheitsgesangbuches „Gotteslob“ enthalten (Nr. 891). In Speyer vergeht kaum ein Marienfest im Dom, bei dem dieses feierliche Lied nicht gesungen wird. Der Domchor führt noch öfter des Künstlers Messe in C-Moll auf; seine Weihnachts-Motette Hodie nobis natus est gehört ebenfalls zum Repertoire. Benz schrieb eine größere Anzahl von Messen sowie von Gradualien bzw. Offertorien unter dem Sammeltitel Harmonia Sacra. Franz Xaver Remling berichtet in seiner Biographie über Nikolaus von Weis, dass am 17. November 1853, dem 3. Festtag der Hochaltarweihe des Speyerer Domes, der Würzburger Bischof Georg Anton von Stahl dort ein Hochamt zelebrierte, bei dem „von dem wohlgeschulten Sängerchore eine von dem hiesigen, um die ernste, reine Kirchenmusik hochverdienten Domorganisten Benz, eigens über das Thema: ‚O clemens, O pia, o dulcis virgo Maria‘ verfasste, vierstimmige Messe, mit wohlgelungener Milde und Zartheit ausgeführt“ wurde.
Jakob Bisson konstatiert aus der Epoche des Deutsch-Französischen Krieges, in „7 Speyerer Bischöfe und ihre Zeit“, Seite 35:

„Am 12. März 1871, bei Gelegenheit der Friedensfeier, wurde erstmals im Speyerer Dom eine neue, 3-stimmige Messe von Domkapellmeister Dr. Johann Baptist Benz zur Aufführung gebracht. 'Da pacem' ('Gib Frieden') wurde sie bei Vollendung vom Komponisten betitelt, ohne daß derselbe daran dachte, wie sich dieser Titel bald verwirklichen würde.“

Johann Baptist Benz musste aus gesundheitlichen Gründen 1874 sein Amt als Seminarmusiklehrer und 1878 seine Funktion als Domkapellmeister aufgeben. Er starb 1880 in Speyer und wurde auf dem alten Friedhof beigesetzt. Sein prächtiger Grabstein mit der Hl. Cäcilia befindet sich heute im abgegrenzten Domkapitelsfriedhof bei St. Bernhard. In seinem Geburtsort Lauchheim ist eine Straße nach dem Komponisten benannt.
Der zeitgenössische Chronist des Bistums Speyer, Domkapitular Franz Xaver Remling, hält in Bezug auf Benz folgendes fest:

„Viel ernster und gründlicher -(als sein Vorgänger Georg Hammer)- ist der jetzige Domorganist Johann Baptist Benz, welcher unterstützt von dem Inspektor des Schullehrerseminars und nunmehrigen Chordirektor Konrad Reither, den Choralgesang im Dome immer mehr begründet und erhöht. Mit Recht darf man sagen: Wie der Dom zu Speyer eines der edelsten und herrlichsten romanischen Baudenkmäler in Europa ist, so steht auch der ernste, reine, romanische Festgesang, welcher in demselben bereits heimisch geworden, keinem anderen in Deutschland an Stilgerechtigkeit und Ausbildung nach.“

Die Missa in Es wurde vom Concordia-Chor am 11. Oktober 2014 in der St.-Petrus- und Paulus-Kirche uraufgeführt. Eine weitere Aufführung fand am 19. Juni 2016 in der Schönenberg-Kirche in Ellwangen statt.

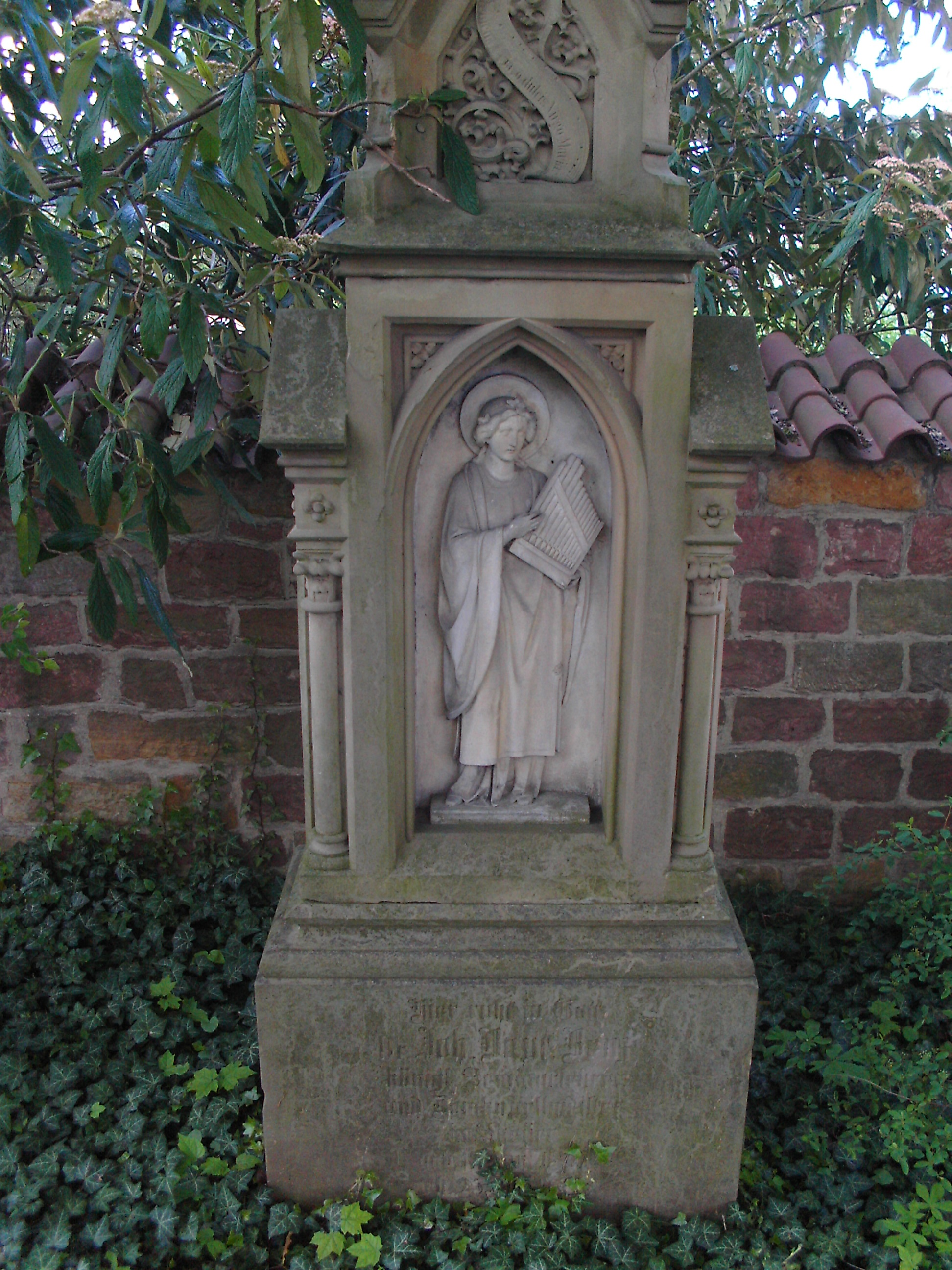
Grabstein Johann Baptist Benz, Domkapitelsfriedhof Speyer
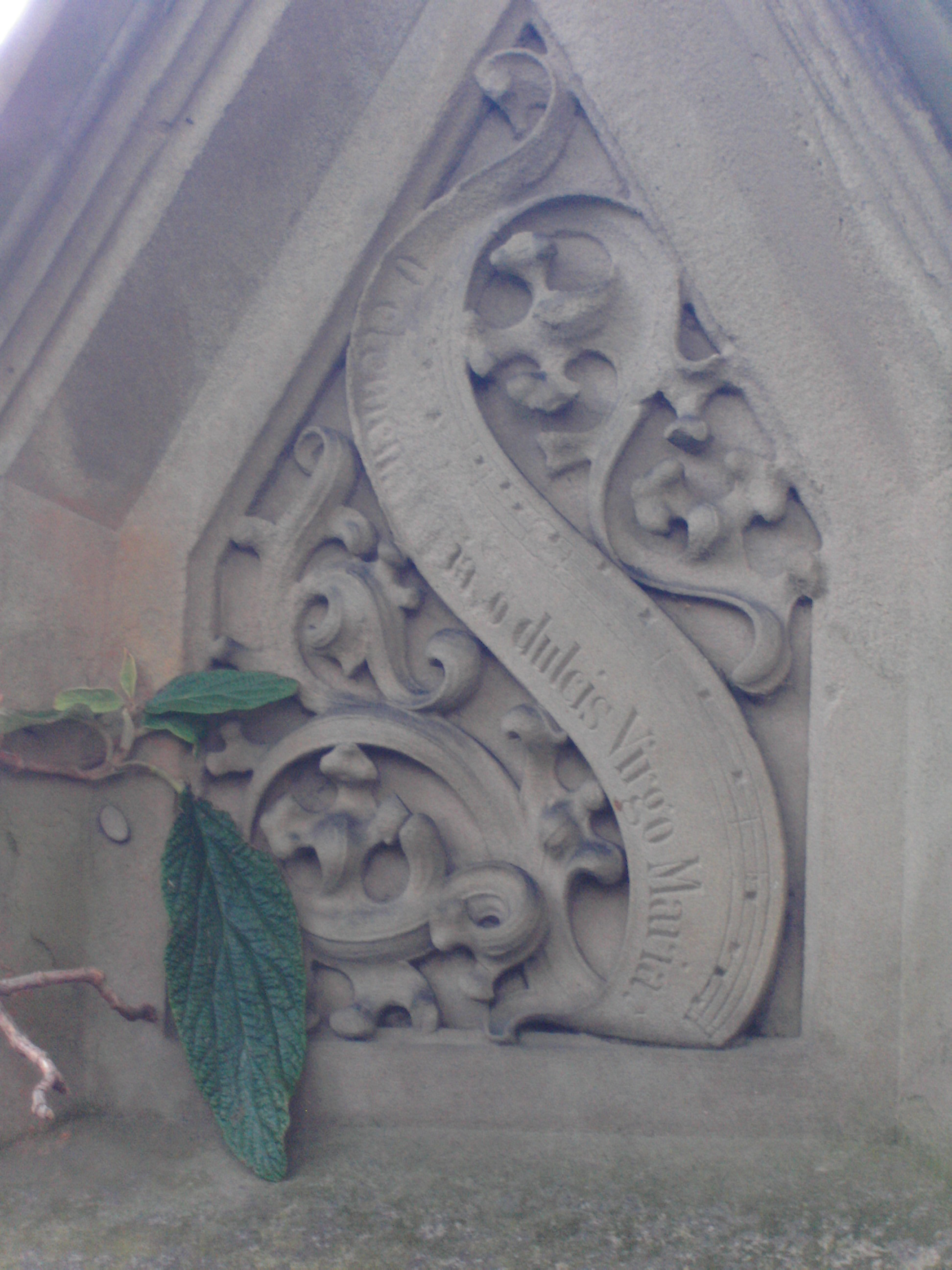
Kapitell vom Grabstein Benz, mit der Noten- und Textzeile aus dem "Salve Regina" - "o clemens, o pia, O dulcis Virgo Maria"  Sie soll dem Lied im Speyerer Dom hinzugefügt worden sein u. Benz nahm sie als Grundmotiv einer seiner bekannten Mess-Kompositionen.
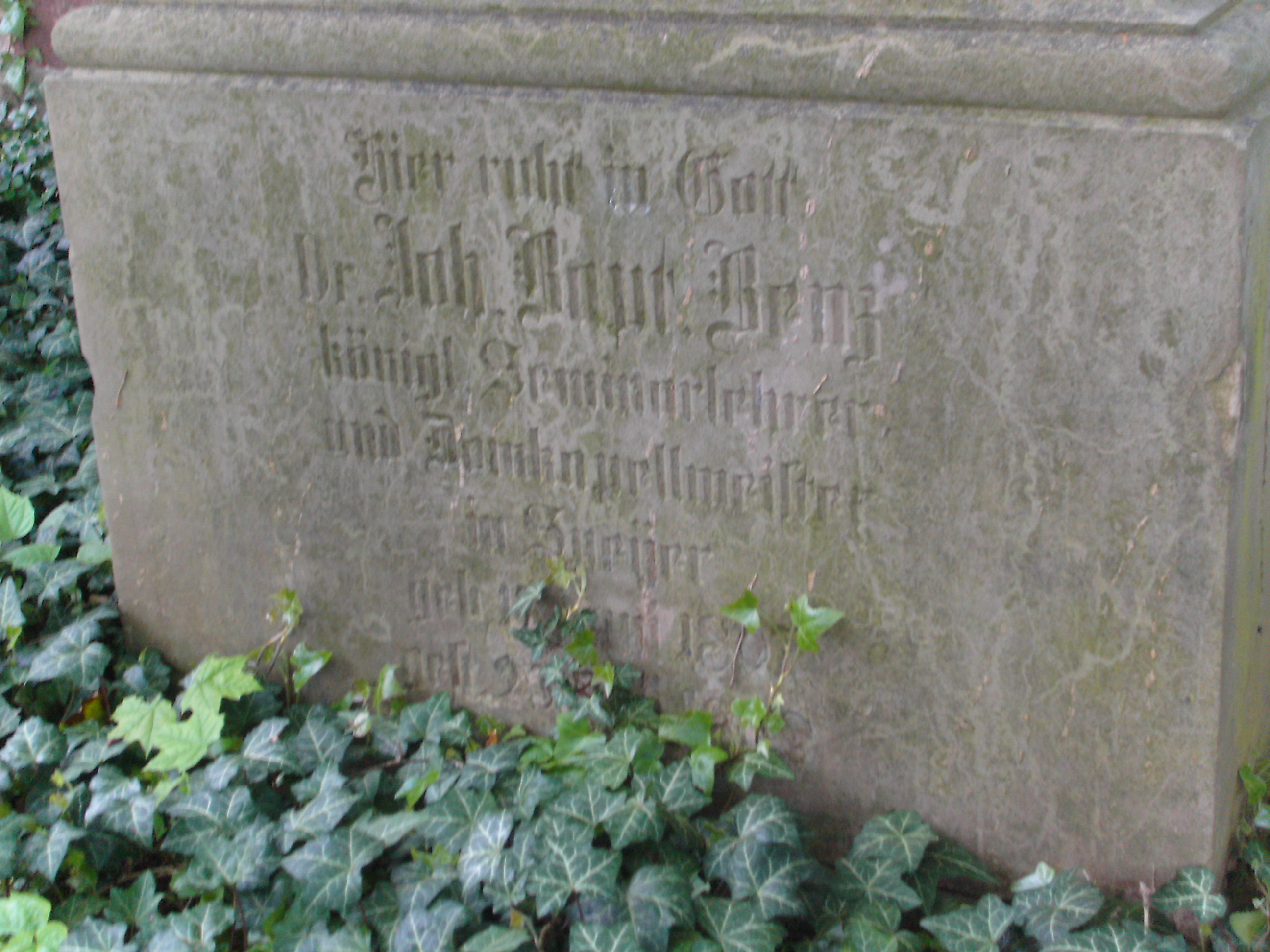
Grabinschrift Johann Baptist Benz